# Віддалені острови Нової Зеландії

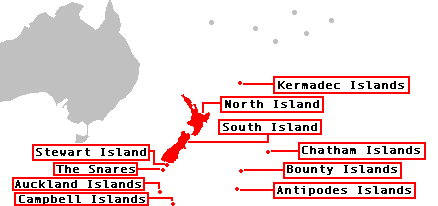
Карта віддалених островів Нової Зеландії по відношенню до головного новозеландського архіпелагу

Віддалені острови Нової Зеландії (англ. New Zealand outlying islands) — дев'ять груп островів, які є частиною Нової Зеландії, причому всі, крім Соландерських островів, розташовані за межею 12 морських миль територіальних вод країни. Незважаючи на те, що сім із дев'яти острівних груп вважаються невід'ємними частинами Нової Зеландії, вони не є частиною жодного адміністративного регіону чи округу, натомість кожна позначена як Територія за межами територіальної влади. Двома винятками є острови Чатем, які управляються власним спеціальним територіальним управлінням, і Соландерські острови, які є частиною регіону Саутленд і округу Саутленд.
Вісім груп островів розташовані на новозеландському континентальному шельфі, який є частиною Зеландії. Острови Кермадек, на північний схід від материкової частини Нової Зеландії, розташовані на хребті, чиє розташування як частини Зеландії геологи ще не підтвердили.
Термін також іноді використовується для додаткового охоплення островів Баллені, групи субантарктичних островів, які технічно вважаються частиною залежної території Росса і на які поширюється дія Договору про Антарктику.
П'ять груп островів Субантарктичних островів Нової Зеландії, включаючи їхні територіальні моря, є об'єктом Всесвітньої спадщини.

## Групи островів
Дев'ять груп островів, які класифікуються як частина віддалених островів Нової Зеландії:
| Мапа | Група островів (інша назва)                | Розташування | Координати                                                    | Площа                                       | Найвища точка                                          | Примітки |
| ---- | ------------------------------------------ | --- | ------------------------------------------------------------- | ------------------------------------------- | ------------------------------------------------------ | --- |
|      | Острови Антиподів (Moutere Mahue)          | Субантарктичні острови Нової Зеландії, за 860 км на схід-південний схід від острова Стюарт                                                    | 49°41′ пд. ш. 178°48′ сх. д. / 49.683° пд. ш. 178.800° сх. д. | 21 квадратний кілометр (8,1 миля2)          | Гора Геловей 366 м                                     | Частина Субантарктичних островів Нової Зеландії, що входить до списку Всесвітньої спадщини |
|      | Оклендські острови (Motu Maha, Maungahuka) | Субантарктичні острови Нової Зеландії, за 360 км від острова Стюарт                                                                           | 50°42′ пд. ш. 166°05′ сх. д. / 50.700° пд. ш. 166.083° сх. д. | 625,64 квадратного кілометра (241,56 миля2) | Гора Дік 705 м                                         | Частина Субантарктичних островів Нової Зеландії, що входить до списку Всесвітньої спадщини |
|      | Баунті (Moutere Hauriri)                   | Субантарктичні острови Нової Зеландії, за 670 км на схід-південний схід від Південного острова і 560 км на південний захід від островів Чатем | 47°46′ пд. ш. 179°02′ сх. д. / 47.767° пд. ш. 179.033° сх. д. | 1,35 квадратного кілометра (0,52 миля2)     | Точка без назви на острові Фаннел 73 м                 | Частина Субантарктичних островів Нової Зеландії, що входить до списку Всесвітньої спадщини |
|      | Острови Кемпбелл (Motu Ihupuku)            | Субантарктичні острови Нової Зеландії, за 360 км від острова Стюарт                                                                           | 52°32′ пд. ш. 169°09′ сх. д. / 52.533° пд. ш. 169.150° сх. д. | 113,31 квадратного кілометра (43,75 миля2)  | Гора Хані 558 м                                        | Частина Субантарктичних островів Нової Зеландії, що входить до списку Всесвітньої спадщини |
|      | Чатем (Rēkohu, Wharekauri)                 | Південь Тихого океану, приблизно 800 км на схід від Південного острова Нової Зеландії                                                         | 43°54′ пд. ш. 176°32′ зх. д. / 43.900° пд. ш. 176.533° зх. д. | 966 квадратних кілометрів (373 миля2)       | Безіменна точка на острові Чатем 299 м                 | Найбільша група віддалених островів і єдина з постійним населенням (730 осібстаном на червень 2023) |
|      | Кермадек (Rangitāhua)                      | Південь Тихого океану, приблизно 800—1000 км на північ від Північного острова                                                                 | 29°16′ пд. ш. 177°55′ зх. д. / 29.267° пд. ш. 177.917° зх. д. | 33,6 квадратного кілометра (13,0 миля2)     | Пік Мумукай 516 м                                      | Найпівнічніша віддалена група островів, що складається з низки вулканічних островів, які є частиною ширшого хребта Тонга-Кермадек. Незважаючи на відсутність постійного населення, метеорологічна станція на острові Рауль постійно працює. |
|      | Острови Трьох Королів (Ngā Motu Karaka)    | Конвергенція Тасманового моря та південної частини Тихого океану, приблизно за 55 км на північний захід від мису Реїнга                       | 34°09′ пд. ш. 172°08′ сх. д. / 34.150° пд. ш. 172.133° сх. д. | 6,85 квадратного кілометра (2,64 миля2)     | Безіменна точка на Манаватухі / Великому острові 295 м | Острови розташовані на підводному плато Банка Трьох Королів, і відокремлені від материкової частини Нової Зеландії підводним жолобом шириною 8 км і глибиною від 200 до 300 м.                                                              |
|      | Снерс (Te Taniwha)                         | Південь Тихого океану, приблизно 200 км на південь від Південного острова Нової Зеландії                                                      | 48°01′ пд. ш. 166°32′ сх. д. / 48.017° пд. ш. 166.533° сх. д. | 3,5 квадратного кілометра (1,4 миля2)       | Безіменна точка на Північно-Східному острові 130 м     | Частина Субантарктичних островів Нової Зеландії, що входить до списку Всесвітньої спадщини. Отримали подвійну назву відповідно до Закону про врегулювання претензій Нгаї Таху 1998 року.                                                    |
|      | Соландерські острови                       | На захід від протоки Фово, приблизно за 50 км на південь від Фіорленд на Південному острові Нової Зеландії                                    | 46°34′ пд. ш. 166°53′ сх. д. / 46.567° пд. ш. 166.883° сх. д. | 1,2 квадратного кілометра (0,46 миля2)      | Безіменна точка на острові Соландер / Hautere 330 м    | Отримали подвійну назву відповідно до Закону про врегулювання претензій Нгаї Таху 1998 року. |

## Населення
Усі острови незаселені, крім островів Чатем.
На острові Рауль островів Кермадек є штатна метеорологічна станція. Метеорологічна станція на острові Кемпбелл без персоналу та повністю автоматизована з 1995 року. З 1942 по 1945 роки на Оклендських островах існувала метеорологічна станція. Раніше були заселені острови Трьох Королів та Окленд. Були невдалі спроби поселення на острові Рауль, островах Антиподів і островах Окленд. Соландерські острови ніколи не були заселені, окрім моряків, які зазнали корабельної аварії, або безбілетних пасажирів, що висадилися (з 1808 по 1813 рік, п'ятьма європейськими безбілетними пасажирами).